# Сахновщинський район
Сахно́вщинський райо́н — колишній район Харківської області, розташований на південному заході регіону. Площа — 1169,9 км². Населення — 20,1 тис осіб . Рік утворення — 1923.
Районний центр — селище міського типу Сахновщина, розташоване за 150 км на південний захід від м. Харкова.

## Географія
З південного боку район межує з Дніпропетровською областю. Також межує з Зачепилівським, Первомайським, Кегичівським та Лозівським районами Харківськоі області.

## Адміністративний устрій
Район адміністративно-територіально поділяється на 1 селищну раду та 15 сільських рад, які об'єднують 64 населені пункти та підпорядковані Сахновщинській районній раді.

## Політика
25 травня 2014 року відбулися Президентські вибори України. У межах Сахновщинського району були створені 34 виборчі дільниці. Явка на виборах складала — 53,53% (проголосували 8 892 із 16 612 виборців). Найбільшу кількість голосів отримав Петро Порошенко — 37,85% (3 366 виборців); Михайло Добкін — 16,31% (1 450 виборців), Юлія Тимошенко — 14,05% (1 249 виборців), Сергій Тігіпко — 8,92% (793 виборців), Олег Ляшко — 6,56% (583 виборців), Анатолій Гриценко — 4,72% (420 виборців). Решта кандидатів набрали меншу кількість голосів. Кількість недійсних або зіпсованих бюлетенів — 1,84%.

## Транспорт
Залізнична станція на залізниці Красноград—Лозова.

## Населення
Розподіл населення за віком та статтю (2001):
| Стать | Всього | До 15 років | 15-24 | 25-44 | 45-64 | 65-85 | Понад 85 |
| --- | ------ | ----------- | ----- | ----- | ----- | ----- | -------- |
| Чоловіки | 12 209 | 2603        | 1749  | 3558  | 2913  | 1340  | 46       |
| Жінки | 14 233 | 2443        | 1616  | 3486  | 3564  | 2783  | 341      |
| \| Статево-вікова піраміда \| Статево-вікова піраміда \| Статево-вікова піраміда \| \| ----------------------- \| ----------------------- \| ----------------------- \| \| Чоловіки \| Вік \| Жінки \| \| 46 \| 85 + \| 341 \| \| 94 \| 80-84 \| 403 \| \| 255 \| 75-79 \| 723 \| \| 511 \| 70-74 \| 942 \| \| 480 \| 65-69 \| 715 \| \| 919 \| 60-64 \| 1262 \| \| 407 \| 55-59 \| 651 \| \| 738 \| 50-54 \| 806 \| \| 849 \| 45-49 \| 845 \| \| 868 \| 40-44 \| 896 \| \| 929 \| 35-39 \| 836 \| \| 881 \| 30-34 \| 879 \| \| 880 \| 25-29 \| 875 \| \| 819 \| 20-24 \| 757 \| \| 930 \| 15-20 \| 859 \| \| 1144 \| 10-14 \| 1005 \| \| 866 \| 5-9 \| 832 \| \| 593 \| 0-4 \| 606 \| |        |             |       |       |       |       |          |
| Статево-вікова піраміда |        |             |       |       |       |       |          |
| Чоловіки | Вік    | Жінки       |       |       |       |       |          |
| 46 | 85 +   | 341         |       |       |       |       |          |
| 94 | 80-84  | 403         |       |       |       |       |          |
| 255 | 75-79  | 723         |       |       |       |       |          |
| 511 | 70-74  | 942         |       |       |       |       |          |
| 480 | 65-69  | 715         |       |       |       |       |          |
| 919 | 60-64  | 1262        |       |       |       |       |          |
| 407 | 55-59  | 651         |       |       |       |       |          |
| 738 | 50-54  | 806         |       |       |       |       |          |
| 849 | 45-49  | 845         |       |       |       |       |          |
| 868 | 40-44  | 896         |       |       |       |       |          |
| 929 | 35-39  | 836         |       |       |       |       |          |
| 881 | 30-34  | 879         |       |       |       |       |          |
| 880 | 25-29  | 875         |       |       |       |       |          |
| 819 | 20-24  | 757         |       |       |       |       |          |
| 930 | 15-20  | 859         |       |       |       |       |          |
| 1144 | 10-14  | 1005        |       |       |       |       |          |
| 866 | 5-9    | 832         |       |       |       |       |          |
| 593 | 0-4    | 606         |       |       |       |       |          |

Національний склад населення за даними перепису 2001 року:
| Національність | Кількість осіб | Відсоток |
| -------------- | -------------- | -------- |
| українці       | 24427          | 92,36%   |
| росіяни        | 1535           | 5,80%    |
| білоруси       | 139            | 0,53%    |
| вірмени        | 85             | 0,32%    |
| азербайджанці  | 79             | 0,30%    |
| інші           | 183            | 0,69%    |

Мовний склад населення за даними перепису 2001 року:
| Мова            | Кількість осіб | Відсоток |
| --------------- | -------------- | -------- |
| українська      | 24966          | 94,40%   |
| російська       | 1200           | 4,54%    |
| вірменська      | 73             | 0,28%    |
| азербайджанська | 73             | 0,28%    |
| білоруська      | 60             | 0,23%    |
| інші            | 76             | 0,29%    |

## Пам'ятки
У Сахновщинському районі Харківської області на обліку перебуває 46 пам'яток історії.
У Сахновщинському районі Харківської області на обліку перебуває 46 пам'яток археології.
Археологічні:
- біля с. Великі Бучки знайдені рештки найдавніших поселень людини, археологи відносять їх до часів неоліту (V-IV тисячоліття до н. е.)

Природні:
- Ботанічний заказник місцевого значення «Родничок». Площа 15,3 га. Знаходиться біля с. Чорнолозка.
- Ентомологічний заказник місцевого значення «Бджолиний № 2» Площа 3,0 га. Ділянка біля с. Зелений Клин на степовому схилі балки південної експозиції. Ростуть — люцерна, конюшина червона і рожева, тимофіївка. Живе близько 30 видів корисних комах — запилювачів сільськогосподарських культур, в тому числі бджолині.
- Лісове заповідне урочище міського значення «Дубові Гряди». Площа 129,7 га. Розташоване біля с. Дубові Гряди.
- В селі Новоалександрівка є підземні джерела мінеральної води.

## Видатні особи
Місця пов'язані з життям і діяльністю видатних осіб:
Під час Німецько-радянської війни в районі діяв рух опору нацистським військам загарбникам. Ще в перші дні війни у Сахновщині був створений винищувальний батальйон. Майже все населення району допомагало партизанам.
Сахновщинський район також батьківщина відомих письменників та поетів:
- Чабанівський Михайло Іванович (1910–1973), в селі Лигівка
- Яловий Михайло Омелянович (Юліян Шпол) (1895–1937), в селі Дар-Надежда
- Тетяна Малахова —  сценарист кіно і телебачення, дитяча поетеса, член Національної спілки журналістів,  автор сатиричних монологів для Андрія Данилко (Верка Сердючка), активістка Майдану, автор відомого  вірша «Здравствуй, мальчик за серым щитом». Народилась 24 серпня 1963 року в селі Надеждино  Сахновщинського району. [6]